# Nørrebroruten
Nørrebroruten er en del af cykelrute 51 i København og går fra Åbuen til Lyngbyvej. Fra Åbuen fortsætter den  på Frederiksberg som Den Grønne Sti.

## Banetracéet
På 2½ km mellem Åbuen og Tagensvej følger cykelruten banetracéet fra den indre godsringbane, der blev nedlagt i 1930.
Hvor Nørrebroparken ligger nu, lå den ældste Nørrebro Station, som var et centralt punkt i godsbanen Valby Langgade-Roskildevej-Frederiksberg-Nørrebro-Lyngbyvej. Men stationen var for lille og umoderne, og godsbanen var til stor gene for gadetrafikken. Så den blev nedlagt da man kunne indvie Godsringbanen, som går længere ude via den nuværende Nørrebro Station.

## Galleri
- Udsigt mod Nørrebro fra cykelbroen Åbuen
- Krydser Rantzausgade
- Krydser Nørrebrogade
- Superkilen
- Forlader banetracéet ved Tagensvej